# Джоселин, Роберт, 4-й граф Роден
Роберт Джоселин, 4-й граф Роден (англ. Robert Jocelyn, 4th Earl of Roden; 22 ноября 1846 — 10 января 1880) — англо-ирландский консервативный пэр и политик. Он был известен как Достопочтенный Роберт Джоселин с 1846 по 1854 год и как виконт Джоселин с 1854 по 1870 год.

## Биография
Родился 22 ноября 1846 года. Старший сын Роберта Джоселина, виконта Джоселина (1816—1854), старшего сына Роберта Джоселина, 3-го графа Родена. Его матерью была леди Фрэнсис Элизабет Клаверинг-Купер (1820—1880), дочь Питера Купера, 5-го графа Купера, и его супруги Эмили Лэм.
Он получил образование в Итонском колледже и Тринити-колледже в Кембридже, получив степень бакалавра в 1868 году Носил звание офицера 1-го полка лейб-гвардии.
12 августа 1854 года после смерти своего отца Роберт Джоселин стал носить титул учтивости — виконт Джоселин.
20 марта 1870 года после смерти своего деда Роберт Джоселин унаследовал титулы 4-го графа Родена из Хай-Родинга в графстве Типперэри, 5-го виконта Джоселина, 2-го барона Кланбрассилла из Гайд-холла в графстве Хартфордшир, 5-го барона Ньюпорта из Ньюпорта в графстве Типперэри и 8-го баронета Джоселина из Гайд-холла.
С 1874 по 1880 год лорд Роден занимал пост лорда в ожидании (правительственного кнута в Палате лордов) во втором консервативном правительстве премьер-министра Бенджамина Дизраэли.
Лорд Роден скончался в январе 1880 года в возрасте всего 33 лет. Он не был женат, и ему наследовал графство его дядя, достопочтенный Джон Стрэндж Джоселин, 5-й граф Роден.